# Гаршин, Иван Порфирьевич
Иван Порфирьевич Гаршин (20 сентября 1923, село Девица, Воронежская губерния — 24 декабря 1995, Челябинск) — советский военнослужащий, участник Великой Отечественной войны, полный кавалер ордена Славы, разведчик взвода пешей разведки 894-го стрелкового полка старшина.

## Биография
Родился 20 сентября 1923 года в селе Девица (ныне — Острогожского района Воронежской области). Окончил 2 курса Воронежского коммунально-строительного техникума.
В 1941 году, в первые дни войны, был призван в Красную Армию. Направлен в училище противовоздушной обороны военно-морского флота, эвакуированное из Ленинграда в город Энгельс. В августе 1942 года курсанты, не закончив учёбы, были направлены на фронт.
В составе 115-й отдельной стрелковой бригады сражался на подступах к Сталинграду, у села Городище, в районе Орловки, северо-западнее города. В начале сентября 1942 года был контужен и попал в плен. Три недели провел в лагере военнопленных в городе Калач-на-Дону. При наборе гитлеровцами специалистов для работы на заводах Германии назвался токарем и по дороге в Миллерово бежал. Переодевшись в гражданскую одежду, пробирался с товарищами к линии фронта. Когда наши части перешли в контрнаступление, беглецы вышли к своим.
После проверки Гаршин был зачислен в пехотную часть. Сражался на Курской дуге, участвовал в освобождении Чернигова. За отличие при форсировании Днепра и захвате плацдарма на правом берегу награждён медалью «За отвагу». Член ВКП(б) с 1943 года. Был ранен.
После недолгого лечения в госпитале вернулся на фронт. Сержант Гаршин был зачислен в 211-ю Черниговскую стрелковую дивизию во взвод пешей разведки 894-го стрелкового полка. В составе этой дивизии прошёл до конца войны. Отделение пеших разведчиков, которым он командовал, как правило, действовало впереди наступавших войск, совершало смелые рейды по тылам врага, проводило дерзкие ночные поиски по захвату пленных.
Гаршин участвовал в боях за Винницу, Тарнополь, Львов, сражался в предгорьях Карпат, освобождал польские города и села.
17 июля 1944 года разведчик взвода пешей старший сержант Гаршин, находился с группой воинов в разведке в районе села Кудыновцы. Уничтожил 7 противников и 2 взял в плен, захватил крупнокалиберный пулемет и 6-ствольный миномет противника.
Приказом командира 211-й стрелковой дивизии от 12 августа 1944 года старший сержант Гаршин Иван Порфирьевич награждён орденом Славы 3-й степени.
В октябре, когда бои шли уже на территории Польши, Гаршину была поставлена задача разведать путь и провести по нему в тыл противника подразделения полка.
3 октября 1944 года старший сержант Гаршин с двумя бойцами установил в минных полях свободный проход и провел по нему полк в указанное командиром место из района села Шарбов в район села Вышня Писана. Столкнувшись с вражеским дозором, разведчики в коротком бою уничтожили 7 человек и обеспечили беспрепятственное выдвижение полка в тыл противника.
Приказом по войскам 38-й армии от 8 ноября 1944 года старший сержант Гаршин Иван Порфирьевич награждён орденом Славы 2-й степени.
В начале 1945 года дивизия вела активные наступательные действия в предгорьях Карпат. 18 января полковые разведчики во главе с капитаном Беловым на автомашинах с включенными фарами ворвались на восточную окраину села Любуша, где располагался штаб вражеской дивизии. Перебили охрану, одного гитлеровца захватили в плен и взяли документы. В этом ночном бою старший сержант Гаршин уничтожил более двадцати фашистов.
Стремительно продвигаясь вперед, разведчики нападали на тыловые учреждения, устраивали засады на путях отхода противника, захватывали мосты и переправы, создавали панику в стане врага. 28 января Гаршин одним из первых пробрался на станцию Кобернице, захватил вражеский пулемет и открыл из него огонь по противнику, чем способствовал захвату станции наступавшими подразделениями. За этот рейд был представлен к награждению орденом Славы 1-й степени.
19 февраля старшина Гаршин со своими разведчиками ворвался на станцию Марциновце, где стояли под парами готовые к отправке воинские эшелоны врага. В коротком бою разведчики перебили охрану, захватили станцию, эшелоны. Продвигаясь дальше, вышли на реку Дунаец в районе города Новы Сонч, с ходу проскочили на противоположный берег, перебили охрану моста и заняли круговую оборону. Удержали мост до подхода основных сил дивизии. В этом бою Гаршин был тяжело ранен, третий раз за войну. Долго лечился в госпитале и участия в боевых действиях уже не принимал.
Указом Президиума Верховного Совета СССР от 29 июня 1945 года за образцовое выполнение заданий командования в боях с немецко-вражескими захватчиками старшина Гаршин Иван Порфирьевич награждён орденом Славы 1-й степени. Стал полным кавалером ордена Славы.
После войны продолжал службу в армии. В 1947 году его разыскали сразу два ордена: Славы 1-й степени и Красного Знамени. В 1948 году старшина Гаршин был демобилизован.
Вернулся в родное село, которое было полностью сожжено и разрушено гитлеровцами, люди ютились в землянках, жили трудно и голодно. Чтобы не стеснять родственников, завербовался работать на шахту. Трудился и одновременно учился в Криворожском горно-металлургическом техникуме, который окончил в 1958 году и поступил в Московский горный институт (сейчас – Горный институт НИТУ «МИСиС»), но продолжить учёбу по состоянию здоровья не смог.
Работал мастером-взрывником Московского строительного управления треста «Союзвзрывпром», затем работал на Дальнем Востоке, Урале, в Узбекистане. С 1967 года жил в Казахстане, работал в Чимкентской области, начальником Актюбинского участка треста «Казахвзрывпром». В 1974 году ушёл на заслуженный отдых.
Проживал в городе Липецке, последние годы жил в городе Челябинске. Скончался 24 декабря 1995 года. Похоронен на Градском кладбище города Челябинска.
Награждён орденами Красного Знамени, Отечественной войны 1-й степени, Славы 3-х степеней, медалями.